# Parritas, Michoacán de Ocampo
Parritas är en ort i Mexiko.   Den ligger i kommunen Madero och delstaten Michoacán de Ocampo, i den södra delen av landet, 210 km väster om huvudstaden Mexico City. Parritas ligger 1 399 meter över havet och antalet invånare är 138.
Terrängen runt Parritas är huvudsakligen kuperad. Parritas ligger nere i en dal. Runt Parritas är det glesbefolkat, med 16 invånare per kvadratkilometer. Närmaste större samhälle är Villa Madero, 12,3 km väster om Parritas. I omgivningarna runt Parritas växer huvudsakligen savannskog.